# Steve Kuhn
Pour les articles homonymes, voir Kuhn.
Steve Kuhn, né le 24 mars 1938 à Brooklyn, New York, est un pianiste de jazz.

## Biographie
Steve Kuhn a commencé à étudier le piano dès l'âge de cinq ans. Il a été l'élève de Margaret Chaloff et à treize ans est devenu le pianiste de l'orchestre du fils de cette dernière, Serge Chaloff. Après sa sortie du Harvard College, il a fréquenté la Lenox School of Music, où il a joué avec Ornette Coleman et Don Cherry et, de 1959 à 1960, avec Kenny Dorham.
Il a joué dans le quartet de John Coltrane en 1961 avant d'être remplacé par McCoy Tyner. De 1964 à 1966, il a joué avec Art Farmer et a créé ensuite son propre groupe avec Pete LaRoca et Scott LaFaro, puis Steve Swallow.
Au milieu des années 1980 il fonde le All Star Trio avec Ron Carter et Al Foster. Le trio a invité les bassistes David Finck, Buster Williams, Eddie Gomez, Gary Peacock, George Mraz, Miroslav Vitouš, Harvie Swartz, Palle Danielsson et les batteurs Joey Baron, Lewis Nash, Billy Drummond, Kenny Washington, Aldo Romano, Jon Christensen et Bill Stewart.

## Discographie

### En tant que leader ou coleader
- 1966: October Suite (Impulse!)
- 1971: Steve Kuhn (Buddah records)
- 1974: Trance (ECM)
- 1975: Ecstasy (ECM
- 1977: Motility (Steve Kuhn And Ecstacy) (ECM)
- 1978: Non Fiction (ECM)
- 1980: Playground (Steve Kuhn / Sheila Jordan Band) (ECM)
- 1982: Last Year's Waltz (Steve Kuhn Quartet) (ECM)
- 1989: Oceans In The Sky (Owl Records)
- 1989: Porgy (Evidence Music)
- 1996: Remembering Tomorrow (ECM)
- 1997: Sing Me Softly Of The Blues (Venus Records)
- 1999: Countdown (Reservoir (City Hall) Records)
- 2000: Best Things (Reservoir (City Hall) Records)
- 2001: Quiereme Mucho (Sunnyside Records)
- 2002: Blue Side Waltz (Venus Records)
- 2003: Love Walked In (Sunnyside Records)
- 2003: Red Side Waltz (Venus Records)
- 2004: Easy To Love (Venus Records)
- 2004: Promises Kept (ECM)
- 2005: Seasons Of Romance (Postcard Records)
- 2007: Two by 2 (Sunnyside Records)
- 2007: Live At Birdland (Blue Note)
- 2009: Life's Backward Glances (ECM)
- 2009: Mostly Coltrane (ECM)

### En tant que sideman
- 1980: Steve Swallow - Home (ECM)
- 1982: David Darling - Cycles (ECM)
- 1992: Steve Swallow - Swallow (Xtra Watt)